# هاینریش مارتین وبر
هاینریش مارتین وبر (انگلیسی: Heinrich Martin Weber؛ ۵ مهٔ ۱۸۴۲ – ۱۷ مهٔ ۱۹۱۳) یک ریاضی‌دان اهل امپراتوری آلمان بود.